# Hugenottenkreuz

Hugenottenkreuz

Das Hugenottenkreuz ist ein speziell gestaltetes Kreuz, das früher unter den französischen Protestanten, den Hugenotten, verbreitet war. Auch heute ist es – meist als Anhänger an einer Kette getragen – unter französischen Protestanten geläufig.

## Geschichte
Die Ursprünge des Hugenottenkreuzes sind nicht vollständig geklärt. Sicher ist jedoch, dass Kreuze dieser Art vor 1688 in Nîmes (Südfrankreich) gefertigt wurden.

## Aussehen
Das Kreuz entspricht in seiner Form dem Johanniterkreuz (bzw. Malteserkreuz). Die vier Pfeilvierecke der Kreuzarme (die auch den vier Evangelien entsprechen) enden in jeweils zwei kleinen Kugeln, die sich auf die acht Seligpreisungen der Bibel (Bergpredigt, Matthäus 5,3-10 ) beziehen. In der Tradition gelten die Kugeln jedoch auch als Symbole der Tränen, die während der Verfolgung geweint wurden.
Der freie Platz zwischen den Kreuzarmen wird durch vier Lilien (Fleur de Lis) ausgefüllt, das Wappen des bourbonischen Hochadels. Diese bekunden einerseits die Verbundenheit der Hugenotten mit ihrem Vaterland. Da die vier Blüten jedoch aus jeweils drei Blättern bestehen, stehen sie symbolisch auch für die zwölf Apostel.
Das Kreuz wurde bald nach seiner Entstehung um einen Anhänger erweitert. Dabei finden sowohl ein tropfenförmiger Gegenstand wie auch eine Taube an einem goldenen Ring Verwendung. Die herabfliegende Taube ist Symbol des heiligen Geistes.
Der tropfenförmige Gegenstand wird einerseits als tisson („Stößel“) betrachtet und so interpretiert, dass die Reformation in Frankreich wie das Salz in einem Mörser zerstoßen worden war, ohne an Geschmack verloren zu haben (nach Matthäus 5,13). Andererseits kann er auch als „Feuerzungen“, das Symbol für die Ausgießung des Heiligen Geistes (Apostelgeschichte 2,1–13 / Pfingsten), gesehen werden, was der Taube entsprechen würde. Meist wird er doch als la larme, also „Träne“, bezeichnet, was wiederum an die zur Zeit der Religionskriege vergossenen Tränen erinnert.

## Heraldik
Das Hugenottenkreuz ist auch in der Heraldik eine gemeine Figur, steht aber selten im Wappen oder Feld. Es ist eine Kombination aus Johanniterkreuz mit je einer Perle an den Kreuzspitzen. Je eine Lilie in den Kreuzwinkeln berührend, begleiten die Kreuzarme. Eine stürzende Taube hängt unter dem Kreuz zwischen zwei Kreuzspitzen. Die heraldische Tinktur ist vorherrschend Silber oder Gold.

Wappen von La Couarde
Kirrberg (Bas-Rhin)